# Социјалистичка партија Српске
Социјалистичка партија Српске (СПС) је парламентарна политичка странка са сједиштем у Републици Српској. Партија је основана издвајањем значајног броја чланова и функционера из Социјалистичке партије. Нова партија је представљена у Бањалуци 12. марта 2020. године, чији је предсједник Горан Селак, потпредсједник Максим Скоко.
Настала је средином марта 2020. године , као резултат сукоба тада високопозиционираних чланова у Социјалистичке партије, Горана Селака, Максима Скоке, Андрее Дорић са врхом странке око политичких потеза СП-а као и неслагањем са политиком предсједника странке Петром Ђокићем, што је кулминирало у првој половини 2020. године напуштањем странке од стране већег броја појединаца , и формирањем независног клуба Социјалистичке партије у Народној скупштини РС.
Социјалистичка партија Српске након издвајања из Социјалистичке партије, има три посланика у Народној скупштини Републике Српске.

## Резултати
| Избори | Кандидат   | # гласова | % од важећих | Резултат      |
| ------ | ---------- | --------- | ------------ | ------------- |
| 2022.  | Неђо Ђурић | 2.118     | 0,33%        | није изабрана |

| Избори | # гласова | % од важећих | # посланика    | Влада         |
| ------ | --------- | ------------ | -------------- | ------------- |
| 2018.  |           |              | 3 / 83 (од СП) | опозиција     |
| 2022.  | 19.893    | 3,11%        | 3 / 83         | подршка влади |